# Сватковский сельсовет (Московская область)
Сватковский сельсовет — упразднённая административно-территориальная единица, существовавшая на территории Московской губернии и Московской области до 1954 года.
Сватковский сельсовет возник в первые годы советской власти. По данным 1922 года он входил в состав Рогачёвской волости Сергиевского уезда Московской губернии.
В 1923 году Сватковский с/с был присоединён к Рогачёвскому с/с.
По данным 1926 года в состав Рогачёвского сельсовета входили 5 населённых пунктов — Рогачёво, Игнатьево, Рябинино, Сватково и Семёнково, а также сторожка, мельница, лесничество, артсклад и завод Красная Ракета.
В 1929 году Рогачёвский с/с был отнесён к Сергиевскому (с 1930 — Загорскому) району Московского округа Московской области. При этом он был переименован в Сватковский с/с.
14 июня 1954 года Сватковский с/с был упразднён. При этом его территория была передана в Наугольновский с/с.